# José Javier Eguiguren
José Javier Eguiguren Ríofrío (16 de dezembro de 1816 – 1884) foi um político equatoriano. Ocupou o cargo de presidente interino de seu país entre 6 de outubro de 1875 e 9 de dezembro de 1875, ano em que Equador presenciou quatro chefes de Estado diferentes.